# Naprepa houla
Naprepa houla är en fjärilsart som beskrevs av Dyar 1911. Naprepa houla ingår i släktet Naprepa och familjen silkesspinnare. Inga underarter finns listade i Catalogue of Life.